# شالمرز جونسون
شالمرز جونسون (بالإنجليزية: Chalmers Johnson)‏ هو مؤرخ وبروفيسور واقتصادي أمريكي، ولد في 6 أغسطس 1931 في فينيكس في الولايات المتحدة، وتوفي في 20 نوفمبر 2010 في Cardiff-by-the-Sea, Encinitas, California ‏ في الولايات المتحدة.

## وصلات خارجية
- شالمرز جونسون على موقع IMDb (الإنجليزية)
- شالمرز جونسون على موقع قاعدة بيانات الفيلم (الإنجليزية)